# اندیس آنومالی بلسور سفلی
آنومالی بلسور سفلی یک اندیس فلزی است که در حوالی شهر دیزج استان آذربایجان غربی قرار دارد و مادهٔ معدنی موجود در آن، طلا است.سنگ میزبان این اندیس آهک صورتی، چرت رادیولاریت‌دار و گدازه‌های بازالتی است  در این اندیس، پاراژنز‌های سینابر، گالن، سروزیت، هماتیت، مگنتیت، کرومیت، پیریت و آپاتیت یافت می‌شوند.